# Pedra del Llamp
La Pedra del Llamp es troba al Parc de la Serralada Litoral, concretament a Òrrius (el Maresme).
És un estela de reduïdes dimensions erigida en memòria de Josep Font qui, tornant a casa després de la feina, va ésser fulminat per un llamp en aquest indret el 1868. Així ho diu la inscultura de la pedra amb aquest redactat de l'època:
| « | JF, Mor De un Llam 1868 | » |

És ubicada a Òrrius: al camí que puja d'Òrrius a Can Camat i Coll de Porc. A la dreta, damunt un marge i darrere una tanca, 650 metres passat Can Prat (la darrera casa que es troba en sortir del poble). Coordenades: x=446142 y=4599815 z=352.